# Éric Fayolle
Éric Fayolle, né en 1954, est un illustrateur et graphiste français, vivant à Paris. Depuis 2001, il a dessiné plusieurs timbres-poste français.

## Biographie
Éric Fayolle est autodidacte. Sa passion pour la photographie lui a permis de commencer sa recherche graphique, qui continue à évoluer au fil des supports : affiches, timbres. Dans les années 1980, il a réalisé une série de photographies en noir et blanc, partiellement colorées au tirage, en utilisant des objets de récupération (livres, papiers…). 
À la suite de son affiche Le jardin planétaire pour le parc de la Villette à Paris, La Poste lui commande le timbre rond sur le lancement de l'euro en 2001. Les années suivantes, il a traité des sujets sportifs.

## Publications

### Affiche
- Exposition Le jardin planétaire pour le parc de la Villette à Paris.
- Nouveau cirque. Arts de la piste, pour le conseil général des Hauts-de-Seine.

### Timbres de France
- L'euro, timbre rond représentant le revers commun de la pièce d'un euro, 2001.
- Jeux olympiques d'hiver de Salt Lake City, 2002.
- Championnats du monde d'athlétisme - Paris 2003 Saint-Denis, 2003.
- Collection Jeunesse : Les sports de glisse (skateboard, bicross, parapente, parachutisme, planche à voile, jetski, snowboard, surf, luge et roller), 30 août 2004. L'émission Premier jour a eu lieu deux mois plus tôt pendant le Salon du timbre, à Paris.
- Pour l'annonce de la Coupe du monde de rugby à XV 2007 :
  - “Allez les petits”, Roger Couderc, 16 avril 2007,
  - Coupe du monde de rugby 2007 - France 2007, bloc de dix timbres, 2 juillet 2007,
  - Coupe du monde de rugby 2007, timbre lenticulaire, 6 septembre 2007.

### Sources
- « Conversation avec… Éric Fayolle », entretien paru dans Timbres magazine, no 49, septembre 2004.